# Buckland, Ohio
Buckland är en ort i Auglaize County i delstaten Ohio, USA.